# Prachtrozenkransje

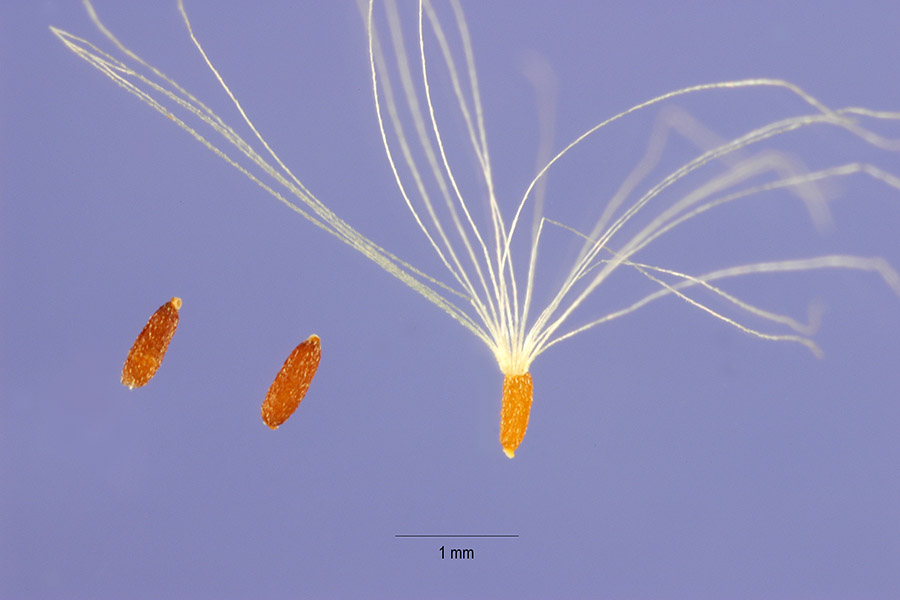
Zaad met vruchtpluis

Het prachtrozenkransje (Anaphalis margaritacea) of Siberische edelweiss is een vaste plant die behoort tot de composietenfamilie (Compositae of Asteraceae). Het is een voor Nederland nieuwe wilde plant. De plant komt van nature voor in Noord-Amerika en wordt in de siertuin gebruikt. De plant kan goed tegen droogte. De bloem is ook als droogbloem te gebruiken en is goed te verven.
De plant wordt 30–80 cm hoog en vormt een wortelstok. De stengel is behaard. De 3–10 cm lange, grijsgroene, lijn- tot lijnlancetvormige bladeren zijn aan de onderzijde wollig behaard. Op de bovenzijde zitten ook haren, echter veel minder.
Het prachtrozenkransje bloeit in juli en augustus met geelachtige, buisbloempjes. De bloemen zijn gerangschikt in een 10 mm groot hoofdje, waarvan de sneeuwwitte omwindselblaadjes vliezig zijn. De bloeiwijze is sterk vertakt.
Naast tweehuizige planten komen ook eenhuizige planten voor.
De vrucht is een 0,5–1 mm lang nootje met vruchtpluis.

## Namen in andere talen
- Duits: Silberimmortelle
- Engels: (Western) Pearly Everlasting
- Frans: Immortelle d'argent